# Panevėžys
Panevėžys (česky Ponevěž) je páté největší město v Litvě. Podle údajů z roku 2017 zde žije přibližně 88 tisíc obyvatel. Město leží na řece Nevėžis, v centrální Litvě, napůl cesty mezi Rigou a Vilniusem. Městem prochází evropská silnice E67 známá pod názvem Via Baltica. Železnicí je Panevėžys spojen s litevskými Šiauliai a lotyšským Daugavpilsem. Město je střediskem Panevėžyského kraje.

## Osobnosti
- Vilija Sereikaitė (* 1987), dráhová cyklistka
- Romas Ubartas (* 1960), lehký atlet, olympijský vítěz

## Sport
- FK Panevėžys fotbalový klub;
- BC Lietkabelis basketbalový klub;